# Cantonul Livarot
Cantonul Livarot este un canton din arondismentul Lisieux, departamentul Calvados, regiunea Basse-Normandie, Franța.

## Comune
| Comune                       | Populație (1999) | Cod poștal | Cod INSEE |
| ---------------------------- | ---------------- | ---------- | --------- |
| Auquainville                 | ...              | 14140      | 14028     |
| Les Autels-Saint-Bazile      | ...              | 14140      | 14029     |
| Bellou                       | ...              | 14140      | 14058     |
| La Brévière                  | ...              | 14140      | 14105     |
| La Chapelle-Haute-Grue       | ...              | 14140      | 14153     |
| Cheffreville-Tonnencourt     | ...              | 14140      | 14155     |
| Fervaques                    | ...              | 14140      | 14265     |
| Heurtevent                   | ...              | 14140      | 14330     |
| Lisores                      | ...              | 14140      | 14368     |
| Livarot                      | ...              | 14140      | 14371     |
| Le Mesnil-Bacley             | ...              | 14140      | 14414     |
| Le Mesnil-Durand             | ...              | 14140      | 14418     |
| Le Mesnil-Germain            | ...              | 14140      | 14420     |
| Les Moutiers-Hubert          | ...              | 14140      | 14459     |
| Notre-Dame-de-Courson        | ...              | 14140      | 14471     |
| Sainte-Foy-de-Montgommery    | ...              | 14140      | 14576     |
| Saint-Germain-de-Montgommery | ...              | 14140      | 14583     |
| Sainte-Marguerite-des-Loges  | ...              | 14140      | 14615     |
| Saint-Martin-du-Mesnil-Oury  | ...              | 14140      | 14633     |
| Saint-Michel-de-Livet        | ...              | 14140      | 14634     |
| Saint-Ouen-le-Houx           | ...              | 14140      | 14638     |
| Tortisambert                 | ...              | 14140      | 14696     |